# 假半边莲
假半边莲（学名：Lobelia hancei），为桔梗科半边莲属下的一个植物种。